# Santa Maria (Rio Grande do Sul)
Santa Maria é um município brasileiro Rio Grande do Sul. Com 296 081 habitantes em 2022, segundo prévia do censo do Instituto Brasileiro de Geografia e Estatística (IBGE), é considerada uma cidade média e de grande influência na Região Central do estado. É a 5ª cidade mais populosa do Rio Grande do Sul e, isoladamente, a maior de sua região. Segundo a nova divisão geográfica do IBGE, Santa Maria é cidade polo de sua Região Intermediária e Imediata.
Localizada numa região com uma População original indígena, a história da cidade remonta a um acampamento estabelecido em 1797 por uma comissão portuguesa e espanhola encarregada de delimitar o território de ambos impérios, a cidade sendo oficialmente fundada em 6 de Abril de 1876. A região contém também importantes sítios paleontológicos.
Santa Maria é considerada cidade universitária, graças à Universidade Federal de Santa Maria, criada por José Mariano da Rocha Filho, e à Universidade Franciscana, elevada de centro universitário em 28 de março de 2018.
Na madrugada do dia 27 de janeiro de 2013, Santa Maria tornou-se mundialmente conhecida em razão do incêndio ocorrido em uma casa noturna da cidade, a Boate Kiss. Na ocasião, 242 pessoas, em sua grande maioria jovens, morreram asfixiados com a fumaça ou pisoteadas, tendo em vista que não havia saída de emergência no local.

## História

### Período colonial
Os primeiros habitantes conhecidos da região atualmente ocupada pelo município de Santa Maria foram os índios minuanos e tapes.
A cidade foi criada a partir de acampamentos de uma comissão demarcadora de limites entre terras de domínio espanhol e português, como determinados pelo Tratado Preliminar de Restituições Recíprocas de 1777, que passavam pela região. Devido a discordâncias entre as partes espanhola e portuguesa, a comissão se dividiu, e uma das partes montou os acampamentos onde hoje está localizada a Praça Saldanha Marinho, em 1797, fundando extraoficialmente o que seria a cidade de Santa Maria.
Foram levantados ranchos e galpões pelos oficiais que lá se estabeleceram, e indígenas acabaram sendo atraídos ao local por fatores econômicos e sociais, cujo astrônomo da comissão, o sargento-mor Joaquim Feliz da Fonseca Manso, contribuiu ao assentamento. Foi erguida também uma capela provisória. As terras pertenciam à sesmaria do tenente Jerônimo de Almeida, cedidas ao padre Ambrósio José de Freitas. O primeiro a mapear a região foi o engenheiro da comissão demarcadora, o coronel Francisco das Chagas Santos. A comissão foi desmembrada em 1801, desarmando a capela e abandonando o assentamento e seu novo povoado. A atual Rua do Acampamento deve seu nome a esse acampamento original da comissão demarcadora.
Em 1810 o povoado contava com 800 habitantes, integrando a região de Cachoeira do Sul. No mesmo ano foi construída uma capela em terras doadas por estancieiros locais, e o povoado viria a ser incorporado como freguesia de Cachoeira em 27 de julho de 1812.

### Período imperial
Em 1828 um batalhão de soldados alemães a serviço do Brasil chegou à região, incrementando significativamente sua população. Na dissolução do batalhão, a maior parte de seus membros permaneceu lá, e Santa Maria contava, em 1831, com 3100 habitantes. Em 1837, tornava-se Freguesia de Santa Maria da Bôca do Monte, e em 1838 foi fundada a primeira escola pública. Durante a Revolução Farroupilha (1835-1845), chegaram imigrantes alemães, provenientes de São Leopoldo, buscando se afastar dos combates.
Alguma batalhas foram travadas na região, a exemplo de um confronto entre o Barão de Caxias e os farrapos em 11 de novembro de 1840, na região da Porteirinha. O crescimento do povoado retoma com o final da revolução.
A freguesia foi elevada à categoria de vila em 17 de maio 1858, e à cidade em 6 de abril de 1876. Em 7 de maio de 1878 foi criada a Comarca de Santa Maria. A última Câmara Municipal durante o império elegeu entre os vereadores, João Daudt (avô materno do poeta Felipe Daudt de Oliveira e do empresário João Daudt de Oliveira), o império sendo dissolvido em 1889 com a fundação da república, ao que Daudt propôs que a Câmara aceitasse o novo governo, o que foi aprovado por unanimidade.

### Período republicano
A cidade passou por algumas turbulências durante o período republicano. Durante a revolução de 1893, a cidade foi tomada por um batalhão de revolucionários, e durante a revolução de 1923, Clarestino Bento atacou o quartel da região, sem sucesso, e com baixa de 4 homens e 7 feridos, sendo o último confronto com mortes da revolução. Em 1926, soldados do 5o Regimento de Artilharia Montada e do 7o Regimento de Infantaria rebelarem-se sob a liderança de seus tenentes, disparando com canhões sobre a cidade e atacando o 1o Regimento de Cavalaria com cerca de 700 homens. A Brigada Militar entrou em confronto com os rebeldes, o que durou cerca de dois dias, que derrotou as forças rebeldes. O dia ficaria conhecido na cidade como "Dia do Bombardeio".

### Atualidade

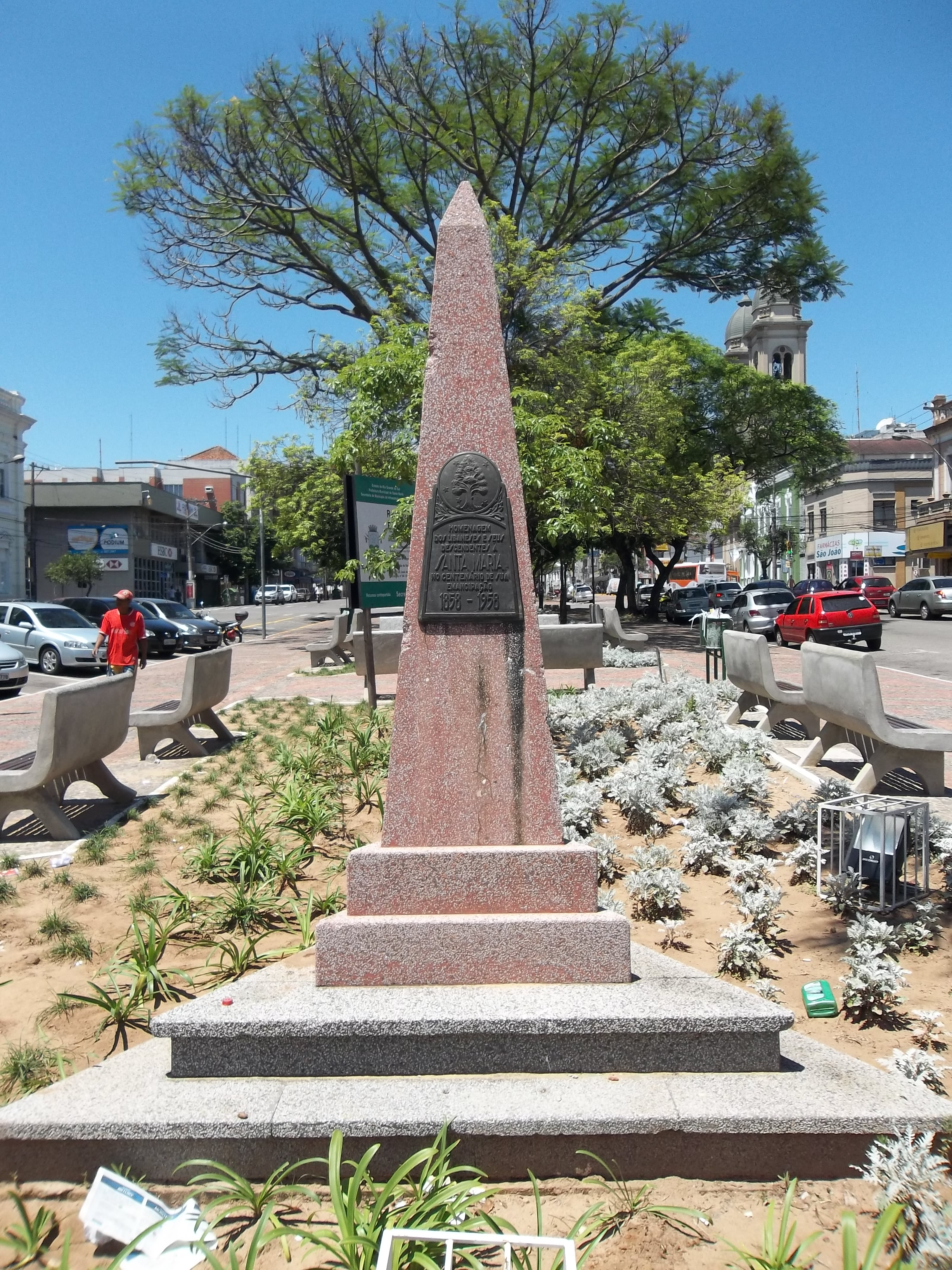
Obelisco em homenagem ao centenário de Santa Maria, na Avenida Rio Branco, uma das principais da cidade

A cidade conserva prédios históricos de valor, como a Catedral de Nossa Senhora da Conceição, o Theatro Treze de Maio, a Catedral do Mediador da Igreja Episcopal Anglicana do Brasil, o Clube Caixeiral de Santa Maria, o Banco Nacional do Commercio, a Sociedade União dos Caixeiros Viajantes e a Vila Belga.
Santa Maria sedia a Universidade Federal de Santa Maria, que no primeiro semestre de 2018 contava mais de 30 mil alunos em seus cursos de graduação e pós-graduação. Por ter uma grande quantidade de instituições de ensino, recebeu a alcunha de "Cidade Cultura", já nos tempos da fundação da UFSM.
Santa Maria também é denominado o município "Coração do Rio Grande" devido a sua localização geográfica.
No dia 27 de janeiro de 2013, Santa Maria tornou-se conhecida internacionalmente em decorrência de uma grande tragédia que abalou a cidade. Um incêndio na boate Kiss, localizada na Rua dos Andradas, Bairro Centro, matou 242 pessoas e deixou mais de 600 feridos. Na boate, acontecia uma festa de universitários do curso de Agronomia, Medicina veterinária, Pedagogia, Zootecnia, Tecnologia de alimentos e Agronegócios. O incêndio começou devido a um show pirotécnico promovido pela banda que tocava naquela noite. Faíscas teriam atingido o teto da boate, que possuía material de isolamento acústico, que é altamente combustível. A maioria das vítimas morreu por asfixia ou pisoteamento, devido ao grande número de pessoas dentro da boate na hora da tragédia. Testemunhas dizem que alguns seguranças da boate haviam impedido a saída de pessoas por não terem pago a comanda. Essa tragédia foi considerada a segunda maior tragédia causada por incêndio, em número de mortos, na história do Brasil e o processo de julgamento dos envolvidos continua em andamento.
Em 2013, a prefeitura assinou um convênio com a Caixa Econômica Federal para a obra de implantação de um trem turístico.

## Geografia
Também conhecida como Santa Maria da Boca do Monte, pois situa-se em uma região cercada por morros. Quando há vento Norte, é muito forte, chegando a 100 km/h. Sua altitude média é de 115 metros acima do nível do mar.

### Subdivisões
Santa Maria é um município dividido em 10 distritos que, com exceção do 1º Distrito (Sede) — dividido em 41 bairros —, não têm subdivisões, ou seja, possuem um único bairro, homônimo ao distrito a que pertence. Para fins administrativos o distrito da Sede é distribuído em Regiões Administrativas, um conjunto de bairros unidos de acordo com localização e características, e, os demais distritos, cada um, possui uma subprefeitura.

### Clima
- Clima: subtropical úmido;
- Temperatura média compensada anual: 19,4 °C;[26]
- Precipitação pluviométrica média: 1 778 milímetros (mm)[26]

Segundo dados do Instituto Nacional de Meteorologia (INMET), desde 1931 a menor temperatura registrada em Santa Maria foi de −2,9 °C em 14 de julho de 2000 e a maior atingiu 41 °C em 16 de janeiro de 1943 e 13 de fevereiro de 1958. O maior acumulado de precipitação em 24 horas atingiu 213,6 mm em 1° de maio de 2024, superando os 183,9 mm em 16 de abril de 1984. O recorde mensal, de 617,1 mm, pertence a maio de 2024, que superou levemente os 615,3 mm de abril de 1941, enquanto o maior acumulado anual é de 2 953,4 mm em 1941.
| Dados climatológicos para Santa Maria                                                    | Dados climatológicos para Santa Maria | Dados climatológicos para Santa Maria | Dados climatológicos para Santa Maria | Dados climatológicos para Santa Maria | Dados climatológicos para Santa Maria | Dados climatológicos para Santa Maria | Dados climatológicos para Santa Maria | Dados climatológicos para Santa Maria | Dados climatológicos para Santa Maria | Dados climatológicos para Santa Maria | Dados climatológicos para Santa Maria | Dados climatológicos para Santa Maria | Dados climatológicos para Santa Maria |
| Mês                                                                                      | Jan                                   | Fev                                   | Mar                                   | Abr                                   | Mai                                   | Jun                                   | Jul                                   | Ago                                   | Set                                   | Out                                   | Nov                                   | Dez                                   | Ano                                   |
| ---------------------------------------------------------------------------------------- | ------------------------------------- | ------------------------------------- | ------------------------------------- | ------------------------------------- | ------------------------------------- | ------------------------------------- | ------------------------------------- | ------------------------------------- | ------------------------------------- | ------------------------------------- | ------------------------------------- | ------------------------------------- | ------------------------------------- |
| Temperatura máxima recorde (°C)                                                          | 41                                    | 41                                    | 40                                    | 39,6                                  | 34,1                                  | 31,2                                  | 32                                    | 35,2                                  | 36,8                                  | 37,9                                  | 40                                    | 40,2                                  | 41                                    |
| Temperatura máxima média (°C)                                                            | 31                                    | 30,2                                  | 29,1                                  | 26                                    | 22                                    | 19,8                                  | 19,2                                  | 21,8                                  | 22,5                                  | 25,3                                  | 28                                    | 30,4                                  | 25,4                                  |
| Temperatura média compensada (°C)                                                        | 25                                    | 24,2                                  | 22,8                                  | 19,6                                  | 16                                    | 14,2                                  | 13,5                                  | 15,4                                  | 16,7                                  | 19,5                                  | 21,8                                  | 24,2                                  | 19,4                                  |
| Temperatura mínima média (°C)                                                            | 20,1                                  | 19,7                                  | 18,3                                  | 15,2                                  | 12,1                                  | 10,4                                  | 9,4                                   | 10,8                                  | 12,3                                  | 15                                    | 16,5                                  | 18,7                                  | 14,9                                  |
| Temperatura mínima recorde (°C)                                                          | 9,4                                   | 8,7                                   | 5,9                                   | 2,5                                   | 0,1                                   | −2,6                                  | −2,9                                  | −2                                    | −0,6                                  | 3,4                                   | 5,2                                   | 7,2                                   | −2,9                                  |
| Precipitação (mm)                                                                        | 166,1                                 | 131,7                                 | 142                                   | 151,1                                 | 136,6                                 | 132,7                                 | 147,3                                 | 114,4                                 | 155,3                                 | 203,2                                 | 136                                   | 161,5                                 | 1 777,9                               |
| Dias com precipitação (≥ 1 mm)                                                           | 10                                    | 9                                     | 8                                     | 8                                     | 8                                     | 8                                     | 9                                     | 8                                     | 9                                     | 10                                    | 7                                     | 8                                     | 102                                   |
| Umidade relativa compensada (%)                                                          | 73,8                                  | 77,3                                  | 78,9                                  | 81,4                                  | 84,3                                  | 84,1                                  | 82,5                                  | 79                                    | 79,1                                  | 76,7                                  | 70,5                                  | 69,8                                  | 78,1                                  |
| Insolação (h)                                                                            | 242,6                                 | 205,8                                 | 212,6                                 | 179,4                                 | 155,8                                 | 126,8                                 | 146,5                                 | 166                                   | 158,5                                 | 181                                   | 224,5                                 | 249,9                                 | 2 249,4                               |
| Fonte: INMET (normal climatológica de 1991-2020; recordes de temperatura: 1931-presente) |                                       |                                       |                                       |                                       |                                       |                                       |                                       |                                       |                                       |                                       |                                       |                                       |                                       |

### Meio ambiente e biodiversidade
A extensão territorial do município de Santa Maria está localizado numa área de transição de biomas, que confere os biomas pampa e mata atlântica. Esta última cobre os inúmeros morros que cercam a cidade, como o morro das Antenas, morro Cechela, morro Link, morro do Elefante, entre outros. A localização privilegiada do município favorece a ocorrência de uma grande diversidade de espécies, tanto de plantas, quanto de animais silvestres. Dentre as espécies de animais, há ocorrência de espécies ameaçadas de extinção como: Papagaio-charão,[carece de fontes?] Onça-parda, Jacaré-de-papo-amarelo, Jaguatirica, Gato-do-mato-grande, Gato-do-mato-pequeno, Gato-maracajá, Veado-catingueiro, Veado-mão-curta Bugio-ruivo, Paca Papa-moscas-do-campo,[carece de fontes?] Lontra-neotropical e o recentemente descoberto, Bugio-preto. Estudosapontam também a provável ocorrência do Jaguarundi e do Gato-dos-pampas, um futuro registro do raro Lobo-guará também não seria uma surpresa na parte sul do município.

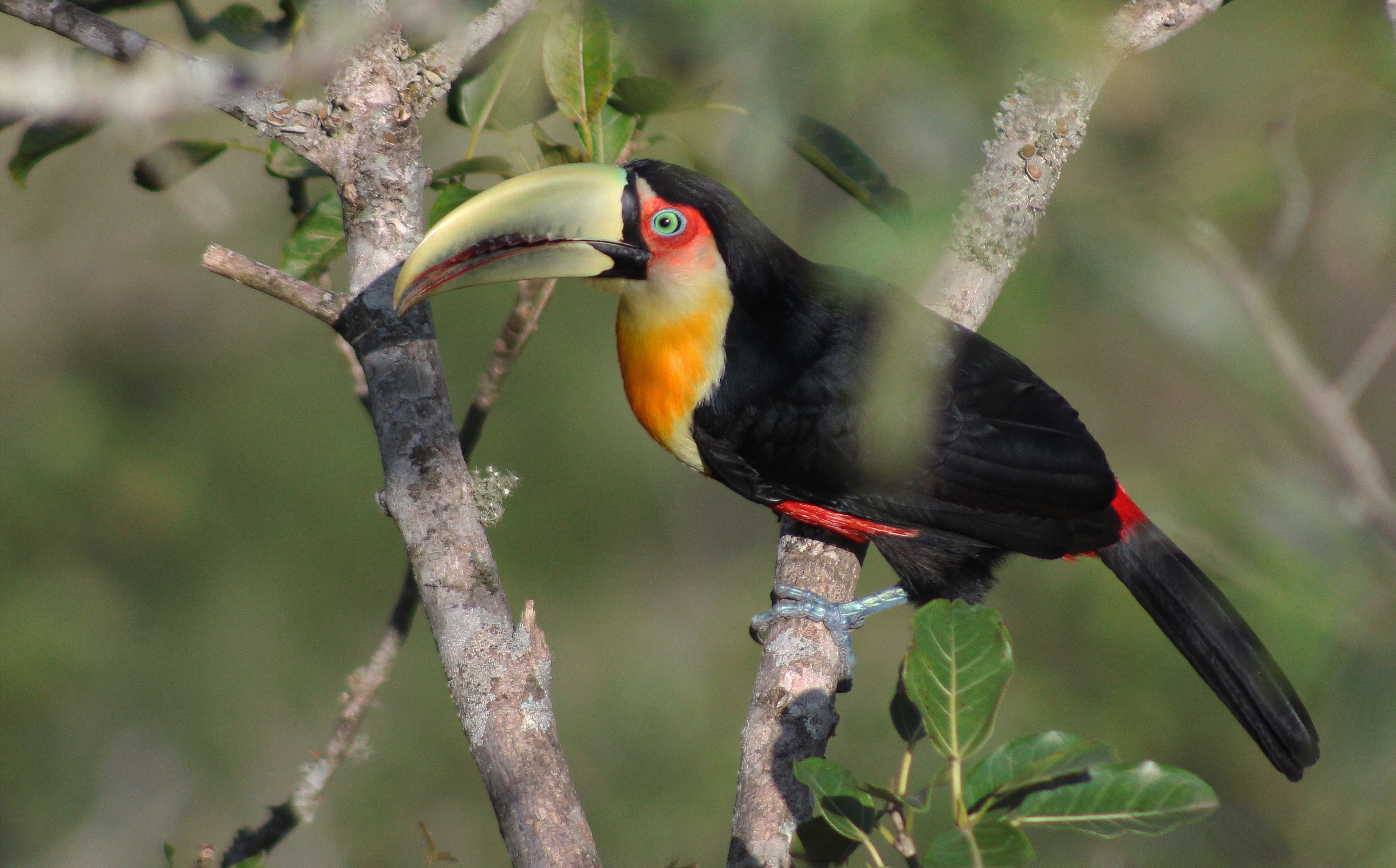
Tucano-de-bico-verde fotografada nos arredores da cidade. Ave comum nas matas da região.
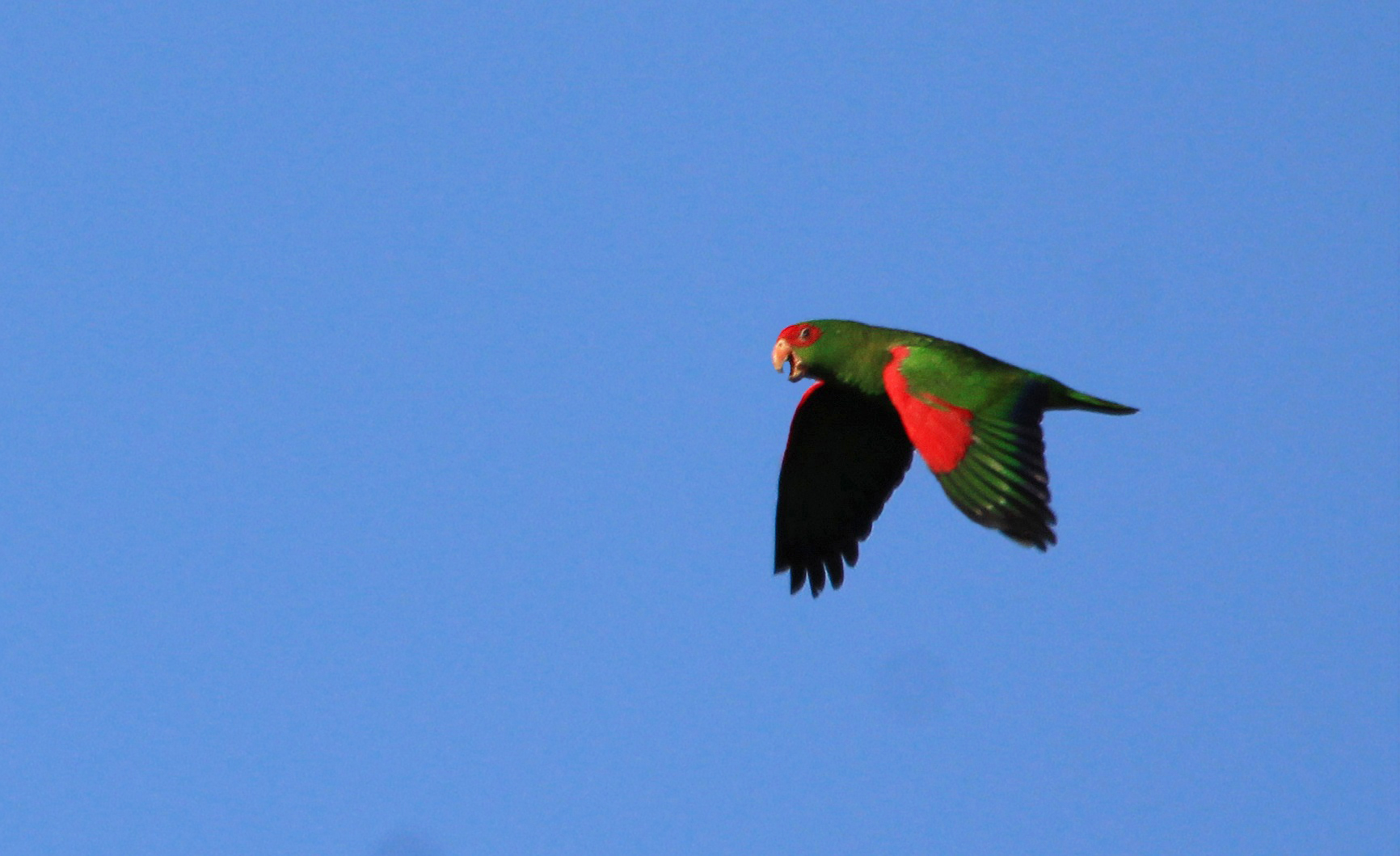
Papagaio-charão, ave ameaçada de extinção que migra para região todos os anos a partir do mês de julho para nidificar. Registro feito em 2019 no distrito de Boca do Monte.
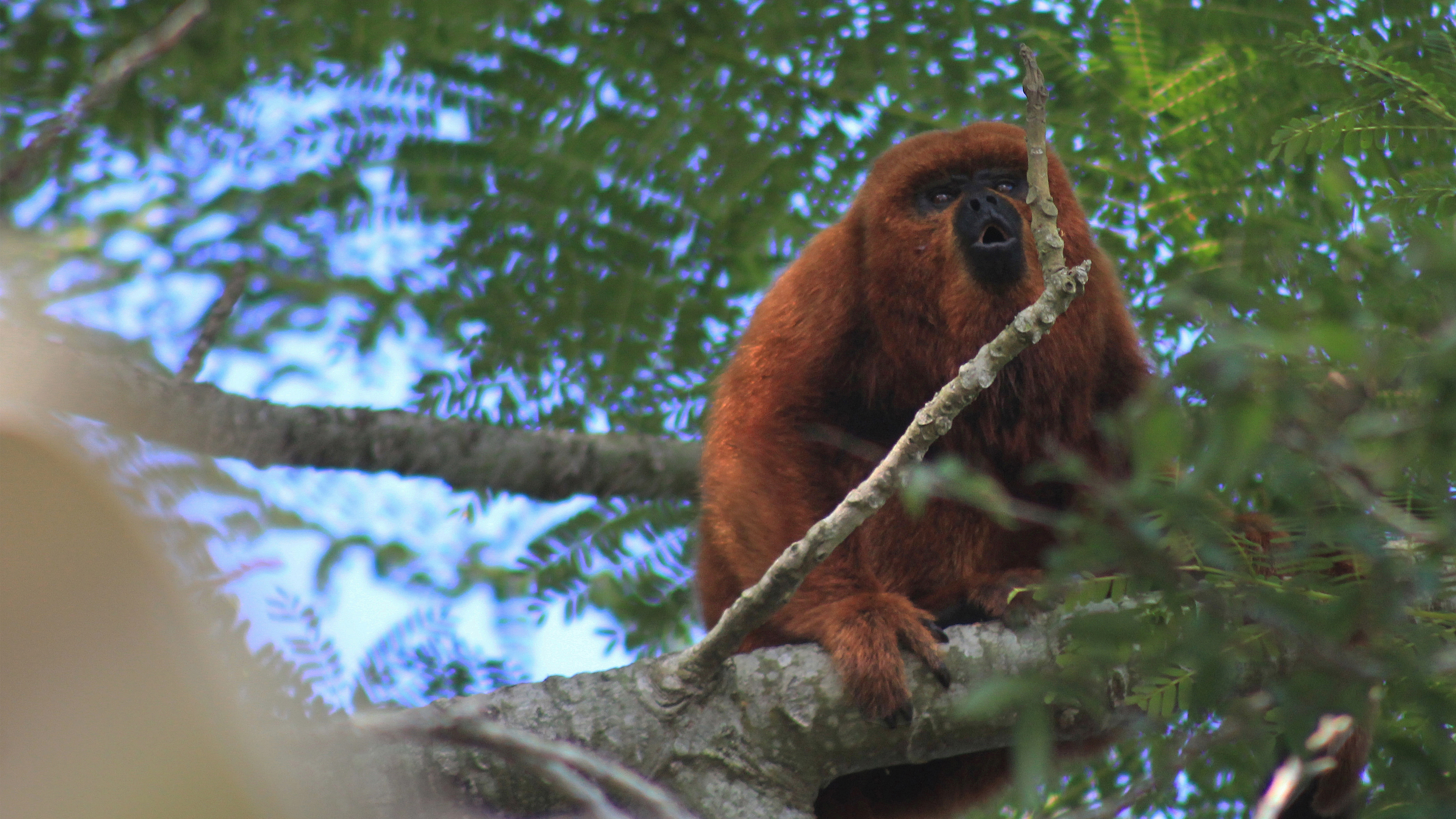
Bugio ruivo fotografado no Rio Vacacaí em Janeiro de 2019.
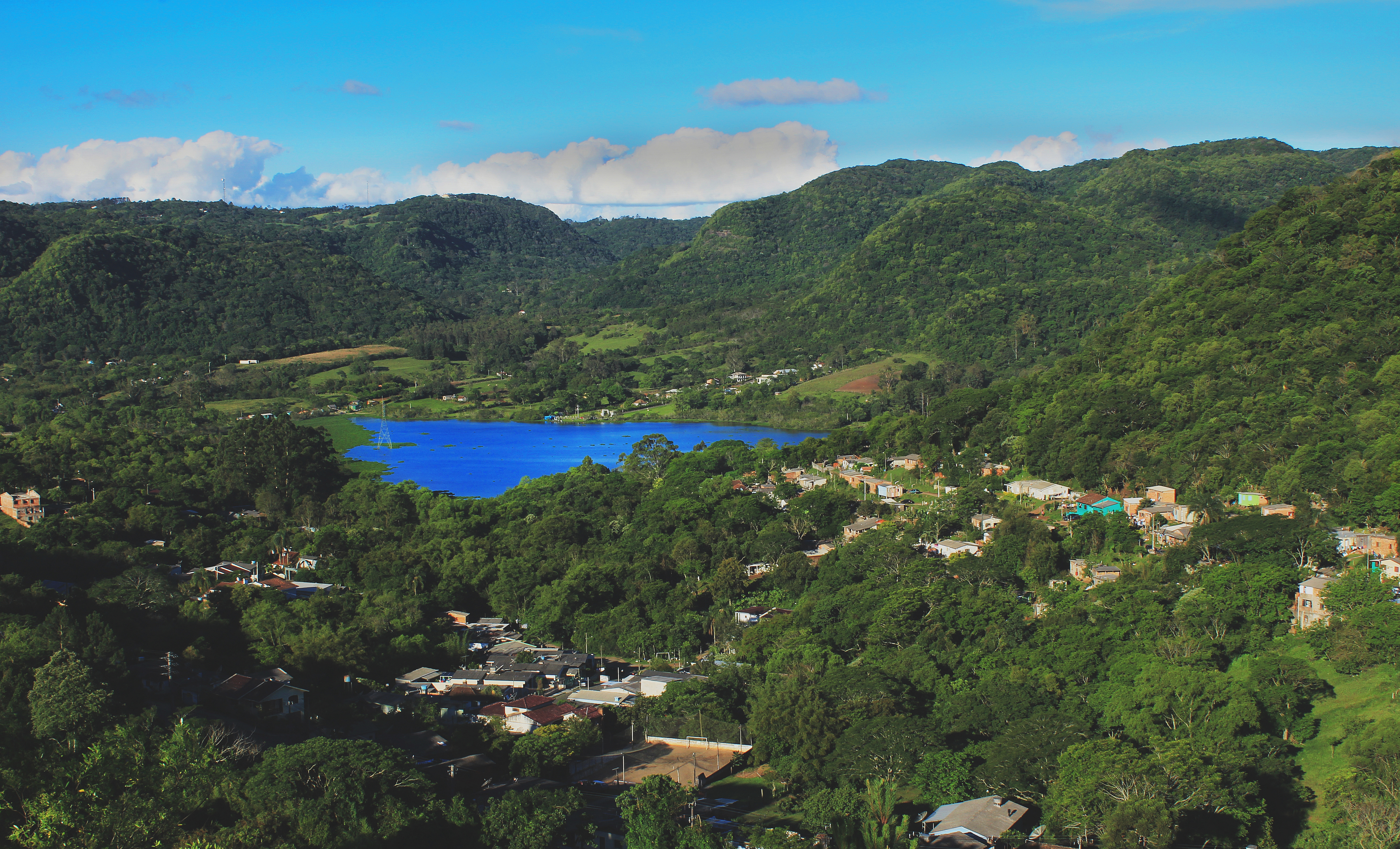
O bairro Campestre do Menino Deus localizado na zona norte de Santa Maria possui como bioma predominante o bioma da Mata Atlântica.
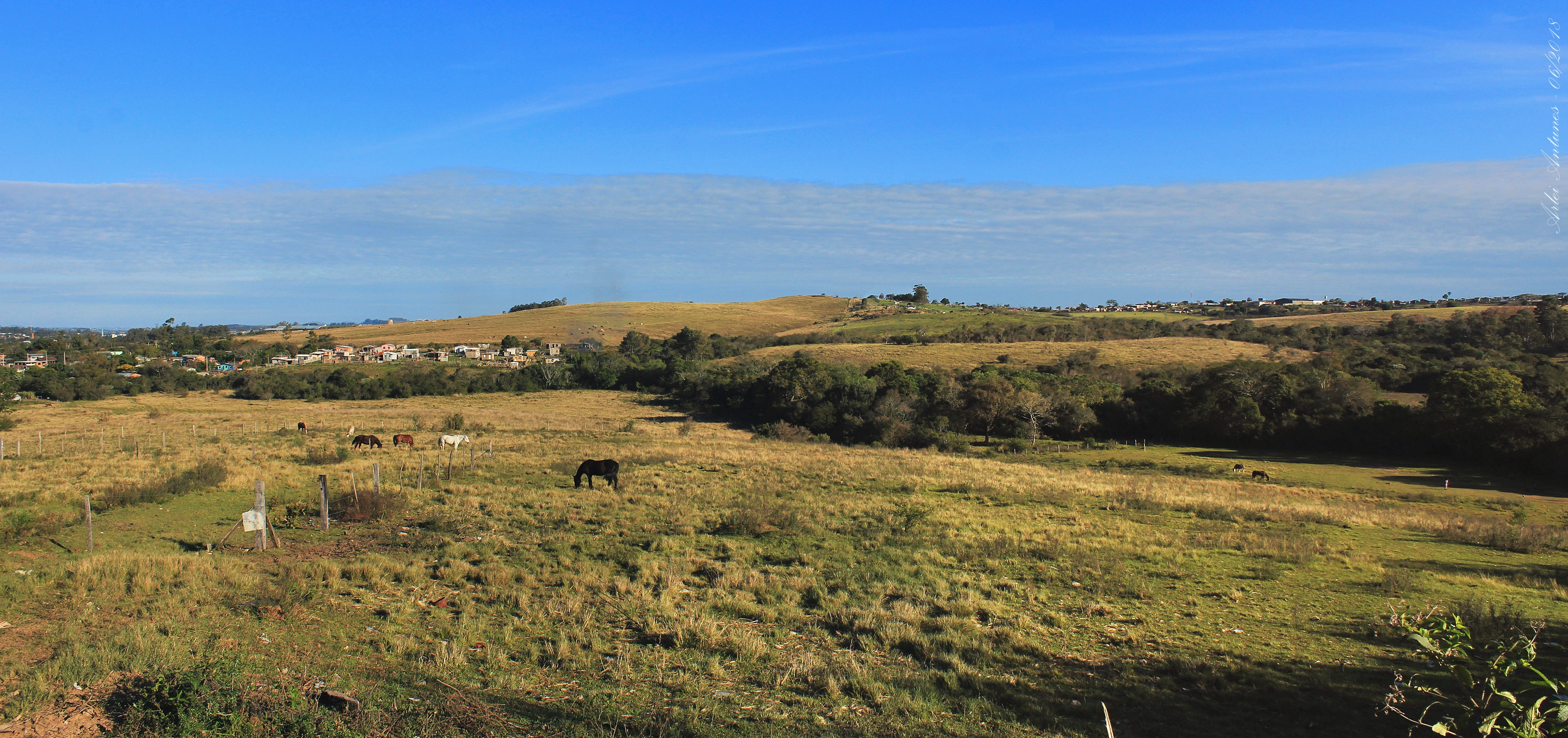
Paisagem típica do bioma pampa no bairro caturrita.

## Demografia

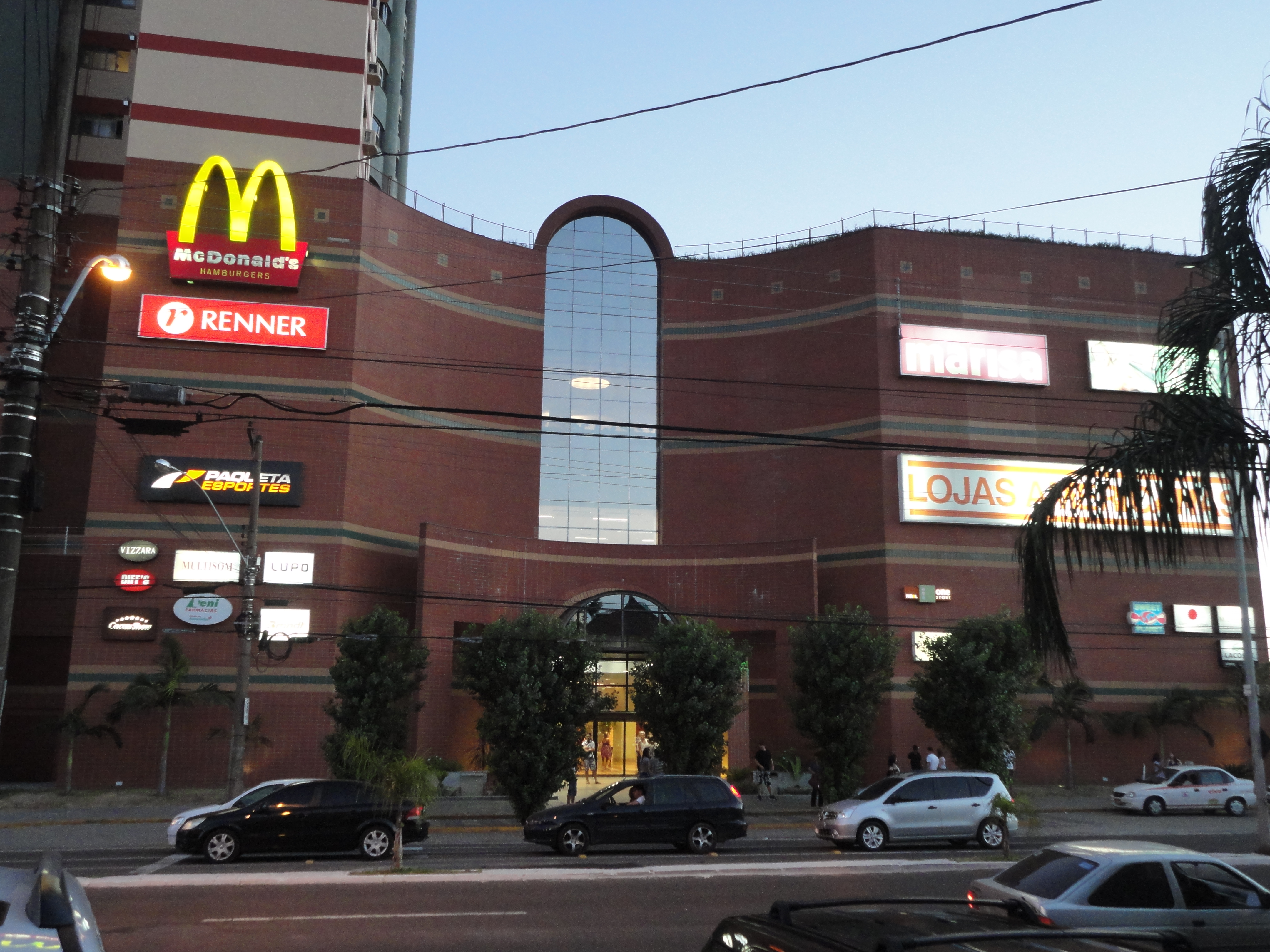
Royal Plaza Shopping, o 2º maior shopping da região e um dos principais centros comerciais de Santa Maria.

No sistema urbano do Rio Grande do Sul (dados do Instituto Brasileiro de Geografia e Estatística), Santa Maria é a 5ª maior cidade do estado em população, depois de Porto Alegre, Caxias do Sul, Pelotas e Canoas.
O município possui grande poder de atração populacional, o que o transformou em importante centro regional e forte centro de polarização.
Abaixo uma lista com a estimativa de população por bairros, para 2032, segundo dados do Escritório de Santa Maria.
| Região Administrativa | Bairro                         | Pop. 2010 | Dens. Demog. (mil hab/km²) 2010 | Pop. 2032 (est) | Cresc. Pop. 2010-2032 (% est.) |
| --------------------- | ------------------------------ | --------- | ------------------------------- | --------------- | ------------------------------ |
| Centro Urbano         | Nossa Sra. Medianeira          | 9.030     | 4,74                            | 9.722           | 7,67 %                         |
| Centro Urbano         | Nonoai                         | 4.168     | 6,87                            | 4.315           | 3,53 %                         |
| Centro Urbano         | Nossa Sra. de Lourdes          | 5.993     | 4,08                            | 6.528           | 8,92 %                         |
| Centro Urbano         | Nossa Sra. de Fátima           | 8.836     | 10,46                           | 8.938           | 1,16 %                         |
| Centro Urbano         | Bonfim                         | 7.157     | 13,02                           | 7.224           | 0,93 %                         |
| Centro Urbano         | Centro                         | 17.847    | 9,39                            | 18.308          | 2,58 %                         |
| Centro Urbano         | Nossa Sra. do Rosário          | 6.769     | 7,95                            | 6.975           | 3,05 %                         |
| Centro-Leste          | Cerrito                        | 1.127     | 0,24                            | 4.022           | 256,84 %                       |
| Centro-Leste          | São José                       | 5.697     | 1,21                            | 7.402           | 29,94 %                        |
| Centro-Leste          | Pé-de-Plátano                  | 2.200     | 0,53                            | 4.706           | 113,91 %                       |
| Centro-Leste          | Diácono João Luiz Pozzobom     | 3.152     | 0,41                            | 7.773           | 146,62 %                       |
| Centro-Oeste          | Uglione                        | 1.808     | 2,67                            | 2.055           | 13,64 %                        |
| Centro-Oeste          | Duque de Caxias                | 3.339     | 5,27                            | 3.492           | 4,6 %                          |
| Centro-Oeste          | Patronato                      | 2.575     | 2,18                            | 3.005           | 16,69 %                        |
| Centro-Oeste          | Noal                           | 7.582     | 6,05                            | 7.885           | 4,00 %                         |
| Centro-Oeste          | Passo d'Areia                  | 6.995     | 2,68                            | 7.963           | 13,84 %                        |
| Leste                 | Camobi                         | 21.822    | 1,07                            | 29.217          | 33,89 %                        |
| Nordeste              | Nossa Sra. do Perpétuo Socorro | 4.656     | 4,23                            | 5.056           | 8,59 %                         |
| Nordeste              | Menino Jesus                   | 5.410     | 8,97                            | 5.556           | 2,7 %                          |
| Nordeste              | Presidente João Goulart        | 6.252     | 3,46                            | 6.908           | 10,50 %                        |
| Nordeste              | Itararé                        | 7.300     | 3,15                            | 8.142           | 11,53 %                        |
| Nordeste              | Campestre do Menino Deus       | 2.697     | 0,31                            | 5.819           | 115,74 %                       |
| Nordeste              | KM 3                           | 2.504     | 0,74                            | 4.146           | 65,58 %                        |

### Religião

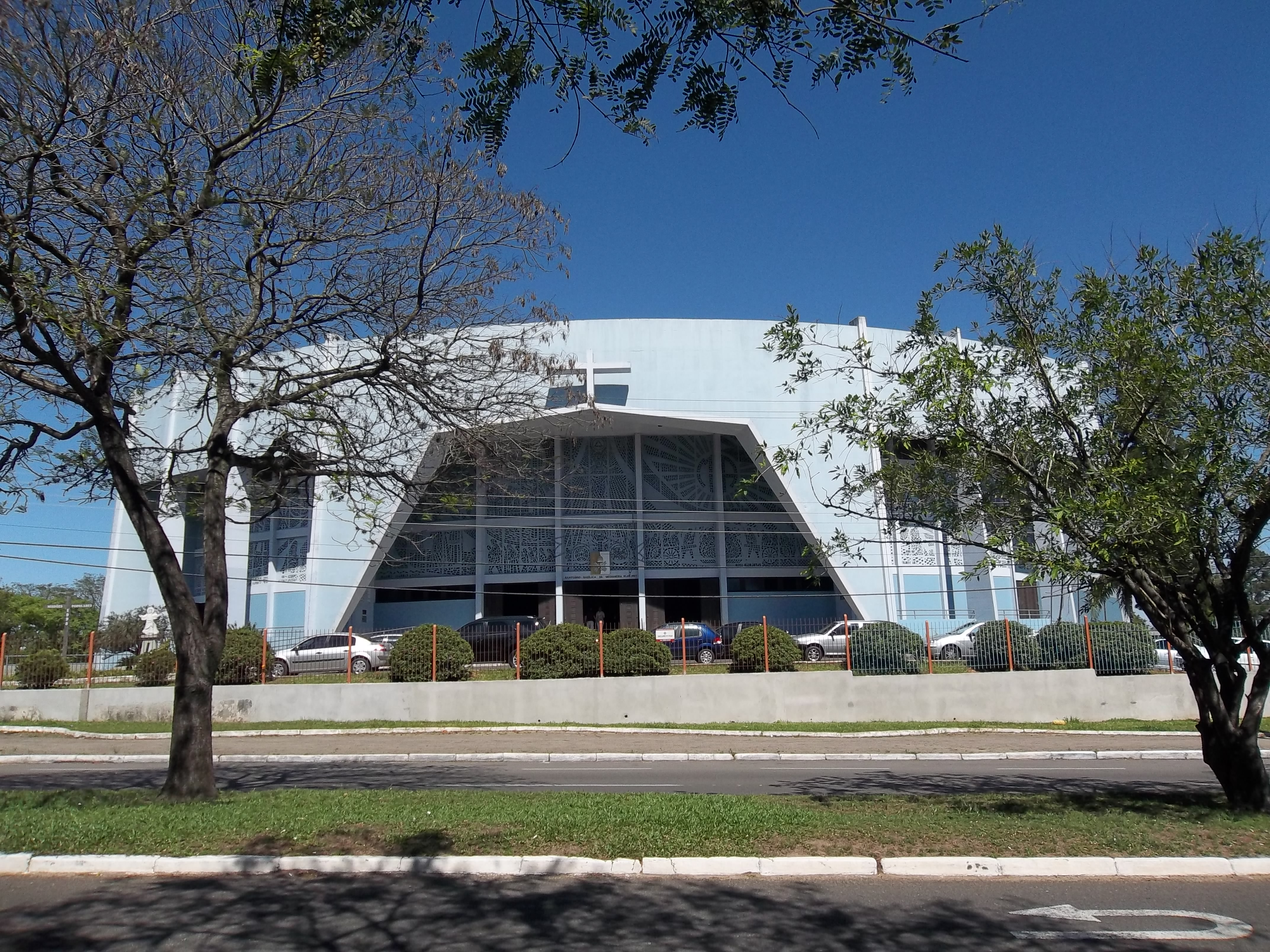
Basílica de Nossa Senhora Medianeira, para onde se dirige a Romaria da Medianeira, em Santa Maria

A maior parte da população santamariense é pertencente à Igreja Católica Romana. Celebra-se na cidade a tradicional Romaria de Nossa Senhora Medianeira - em 2017 reuniram-se 300 mil pessoas. A importância da Arquidiocese de Santa Maria foi reconhecida pela Santa Sé, sendo esta elevada à condição de arquidiocese, em 2011.

### Imigração
Com relação à distribuição por nacionalidades, quase a totalidade da população de Santa Maria é brasileira. Dos 260 715 brasileiros, 260 558 eram natos, e 157 naturalizados. Segundo dados do Censo de 2010 somente 316 pessoas eram consideradas estrangeiras.
Com relação ao estado de origem, 97,3% dos residentes (167 445 pessoas) nasceram no Estado do Rio Grande do Sul. Destes, 93 586 eram naturais do município. Isto significa que a imigração de Santa Maria procede de populações relativamente próximas, dentro do Estado, dado que somente 2,7% (7 101) não é natural do Rio Grande do Sul.
Em 2010, era esperado um futuro incremento de população em Santa Maria proveniente do seu entorno mais próximo.

## Infraestrutura

### Educação

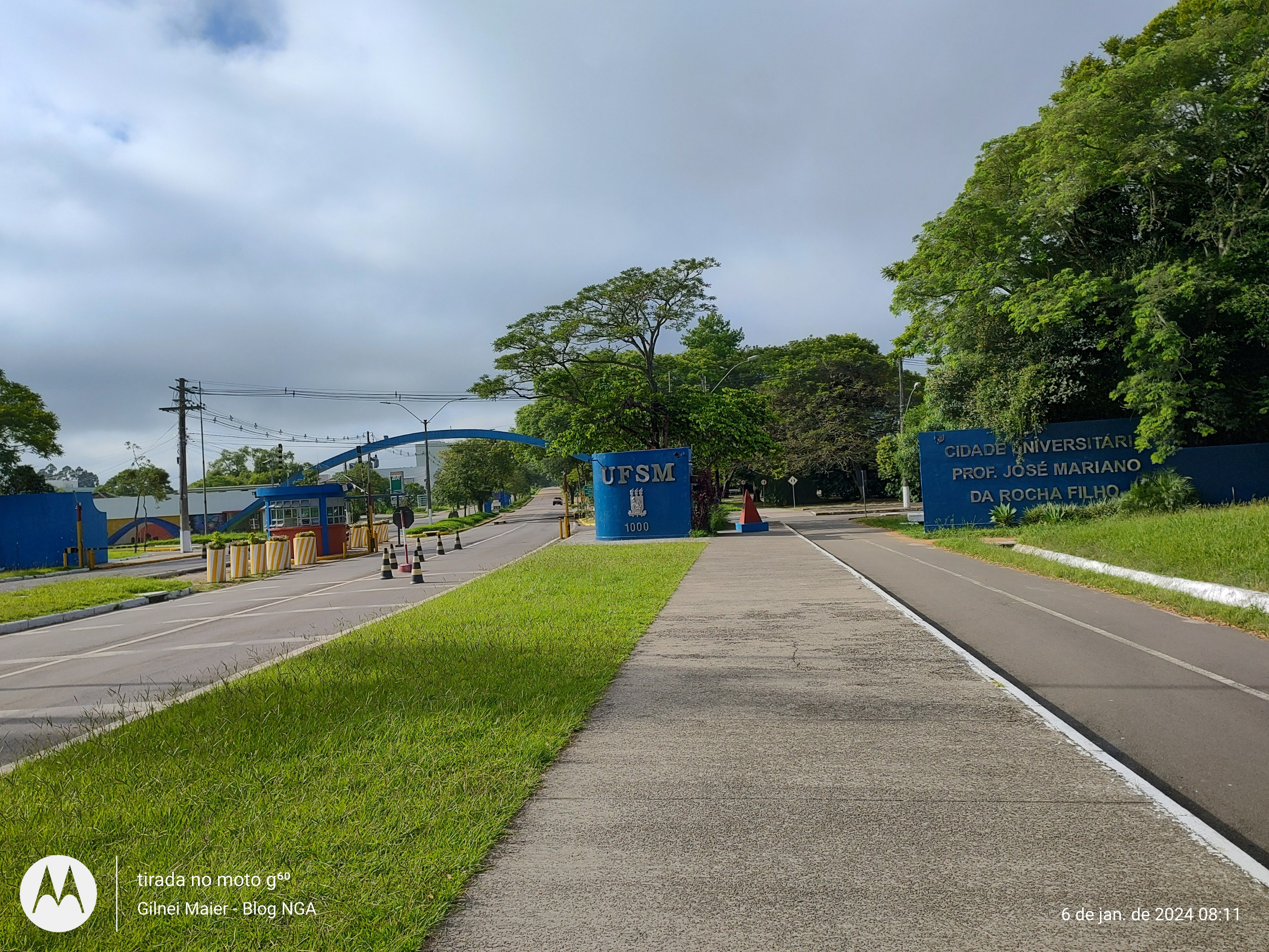
Pórtico de entrada para a Universidade Federal de Santa Maria (UFSM)

#### Ensino inicial, fundamental e médio
Em 2011, Santa Maria possuía 157 instituições de ensino inicial, fundamental ou médio, reunindo 56 014 alunos. Destes, 24 193 encontram-se nas 39 instituições estaduais, 18 642 nas municipais, e 13 179 nas particulares. A cidade conta ainda com três colégios técnicos com 2 829 alunos matriculados em 2011, e com 8 instituições de ensino técnico profissionalizante. Além destas, há ainda 907 alunos matriculados nos 2 colégios militares da cidade, e 262 alunos em duas instituições de ensino especial. Dentre as instituições estaduais, a maior é a Escola Estadual Olavo Bilac, a mais antiga das escolas públicas da cidade, fundada em 1901. Os prédios atuais da escola foram erguidos na década de 30.

#### Ensino superior
A cidade possui 8 instituições de ensino superior (IES), sendo a maior delas a Universidade Federal de Santa Maria (UFSM), fundada em 1960 por José Mariano da Rocha Filho e que abrigava, em 2017, cerca de 29 mil estudantes. Outras IES incluem a Universidade Franciscana (UFN), segunda maior da cidade, a Faculdade Integrada de Santa Maria (FISMA), a Faculdade Interativa COC, uma unidade da Universidade Luterana do Brasil, a Faculdade Metodista de Santa Maria (FAMES), a Faculdade Palotina de Santa Maria (FAPAS), a Faculdade de Direito de Santa Maria (FADISMA), CESUMAR EAD e uma unidade da Universidade LA SALLE EAD. Em municípios vizinhos, estão entre as IES a Antonio Meneghetti Faculdade (AMF), situada em área de litígio entre Restinga Seca e São João do Polêsine, há 5 km do bairro da Palma, limite leste de Santa Maria.
Ao todo, 2 384 professores lecionavam em 191 cursos de graduação, 178 de especialização, 32 de mestrado, e 12 de doutorado em 2013. No mesmo ano estavam presentes na cidade 377 grupos de pesquisa espalhados em 714 laboratórios, a maioria deles na UFSM e na UFN. Haviam ainda 13 empresas juniores e 10 grupos de PET. O acervo de livros das bibliotecas das instituições era de 896 073 em 2013.

### Ciência
A cidade de Santa Maria conta com o Centro Regional Sul de Pesquisas Espaciais do Instituto Nacional de Pesquisas Espaciais, vinculado ao Ministério da Ciência e Tecnologia. O centro realiza pesquisas nas áreas de geoprocessamentos, astronomia, oceanográfica, inclusive antártica e juntamente com a Defesa Civil realiza trabalhos sobre Desastres Naturais.
As pesquisas na área de Meteorologia são realizadas através de um convênio com a Universidade Federal de Santa Maria pelos docentes e alunos do Curso de Meteorologia desta Universidade, sendo as principais áreas de estudo de escala sinótica e previsão do tempo, meteorologia de mesoescala e tempestades severas, clima regional e micrometeorologia.

#### Paleontologia
A cidade é o berço da paleontologia no Rio Grande do Sul e no Brasil. Os Sítios Paleontológicos de Santa Maria são internacionalmente conhecidos. Em 1902, foi coletado um rincossauro em Santa Maria que viria a ser o primeiro fóssil da América do Sul. O paleontólogo Llewellyn Ivor Price é natural de Santa Maria e foi um dos primeiros paleontólogos do Brasil. Price coletou o estauricossauro, o primeiro dinossauro brasileiro. A cidade está sobre um enorme depósito de fósseis. Possui mais de vinte sítios paleontológicos.

### Energia
Santa Maria, conta com duas subestações de distribuição de energia, SE Santa Maria 1 na tensão 138kV e SE Santa Maria 3 em 230kV. As linhas de transmissão que abastecem a cidade são Dona Francisca - SE Santa Maria 3 - SE São Vicente e SE Jacuí - SE Santa Maria 1 - SE Alegrete. As linhas de transmissão são da CEEE e a distribuição é feita pela RGE Sul. A capacidade de distribuição da SE Santa Maria 3 será aumentada em 166MVA, através de leilão da ANEEL. A SE Santa Maria 1 foi reformada em 2014 pela CCEE A SE Santa Maria 3 será ligada à SE Livramento 3 em 2015 Além da AES Sul há outras distribuidoras de energia com menor expressividade no município.

### Aeroporto

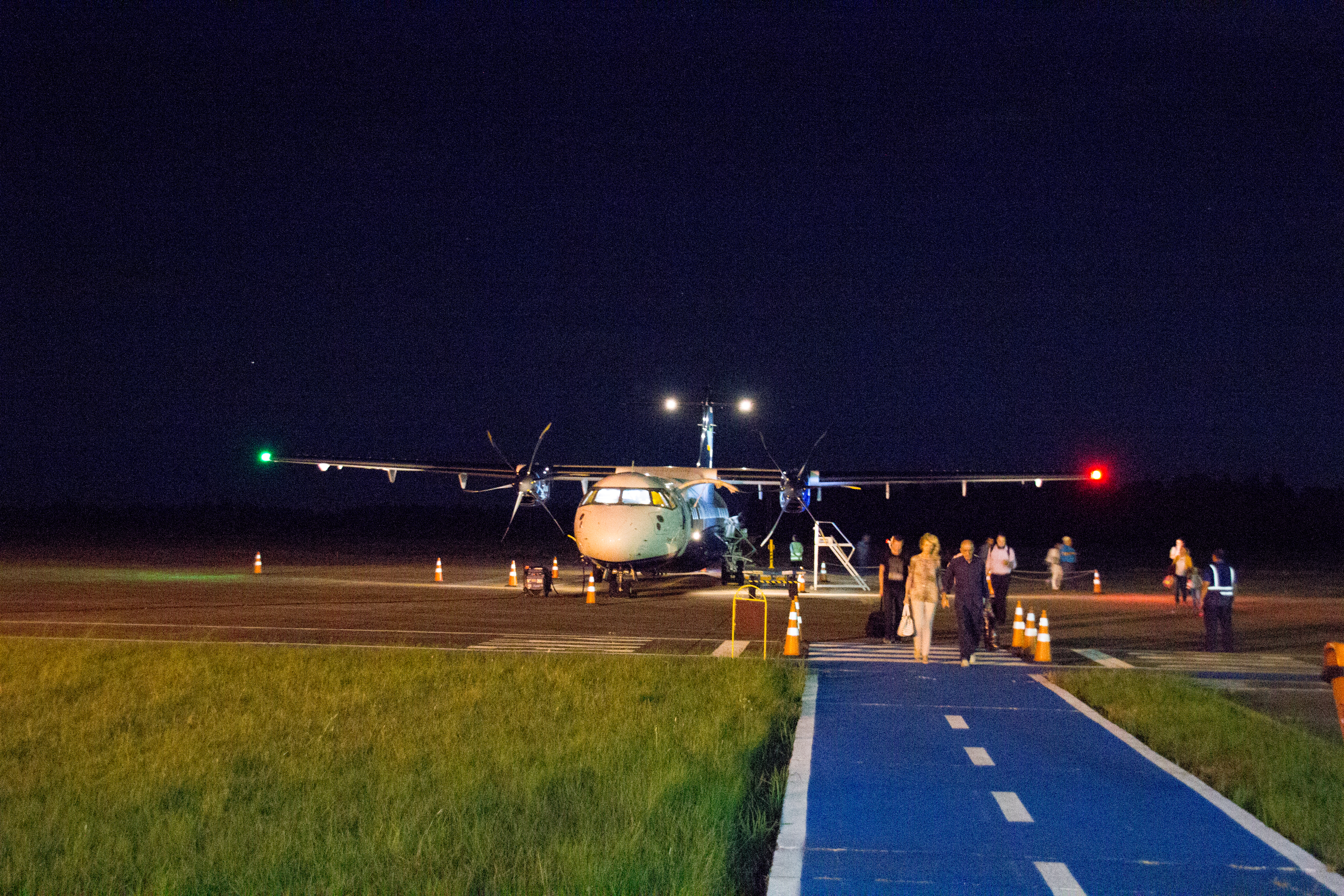
Avião da Azul na pista de pouso de Santa Maria, em 2017

O Aeroporto de Santa Maria (Rio Grande do Sul), fica distante aproximadamente 12 km do centro de Santa Maria, no bairro Camobi, o aeroporto civil foi inaugurado em 1945, e posteriormente, em 1971, a Base Aérea de Santa Maria, ALA 4. O aeroporto é vizinho a Universidade Federal de Santa Maria (UFSM). O aeroporto civil, a Base Aérea (ALA 4) e o Aeroclube de Santa Maria (que forma pilotos agrícolas e comerciais, e também comissários de bordo), utilizam o mesmo espaço geográfico e as mesmas pistas de pousos e decolagens.
Em 2018, o único voo comercial operado era a rota Porto Alegre/Santa Maria com voos regulares diários de ida e volta, operados pela Azul Linhas Aéreas Brasileiras. O terminal de passageiros e o perímetro civil é administrado desde 2015 pelo município, em junho de 2018 o Governo Federal aprovou um projeto de R$ 8 milhões para a ampliação e modernização do aeroporto municipal, entre as principais melhorias estão a ampliação das salas de embarque e desembarque, o que proporcionará que o local possa receber aeronaves de até 160 passageiros, o aumento da área física do terminal de passageiros, balcão para que até duas companhias aéreas possam operar no Aeroporto, entre outras melhorias.
O Aeroporto conta com 2 pistas de pouso e decolagens, sendo uma com 2700x45m de superfície de concreto (11/29) , e a outra de 1800x30m de superfície de asfalto (02/20).

### Estação Ferroviária de Santa Maria
A Estação Ferroviária de Santa Maria, inaugurada em 1885 pela antiga Estrada de Ferro Porto Alegre a Uruguaiana, era uma das principais paradas da ferrovia que liga o município à capital e à cidade de Uruguaiana, na fronteira com o Uruguai. Também dela sai um ramal que liga Santa Maria à cidade de Marcelino Ramos, localizada no norte gaúcho e na divisa com o estado de Santa Catarina. Considerado como um grande patrimônio histórico da cidade, conta com um grande pátio ferroviário de relevada importância para Santa Maria no transporte de cargas, enquanto o prédio da estação ferroviária abriga o Museu Ferroviário de Santa Maria.
Por muitos anos, operou na cidade um trem de passageiros de longa distância da Viação Férrea do Rio Grande do Sul (VFRGS) e posteriormente da Rede Ferroviária Federal (RFFSA) pela ferrovia, no qual era muito procurado por turistas, que buscavam chegar à cidade de uma forma mais econômica e segura aos finais de semana, feriados ou em épocas de recessos ou de veraneio. O trem de passageiros de longa distância cessou suas atividades no dia 2 de fevereiro de 1996, após a privatização da malha ferroviária do Sul do Brasil, até então pertencente à RFFSA. As autoridades locais, pretendem em breve, reativar o transporte de passageiros pela ferrovia com a implementação de um trem turístico na região.

## RBS TV Santa Maria
No Bairro Patronato, está sediada a RBS TV Santa Maria, afiliada da TV Globo no Rio Grande do Sul. Sua antena de transmissão está localizada no alto do Morro da Caturrita. Opera no canal 12 (33 UHF digital), e cobre a Região Central e Fronteira-Oeste gaúcha. A emissora integra a RBS TV, rede de televisão pertencente ao Grupo RBS. 

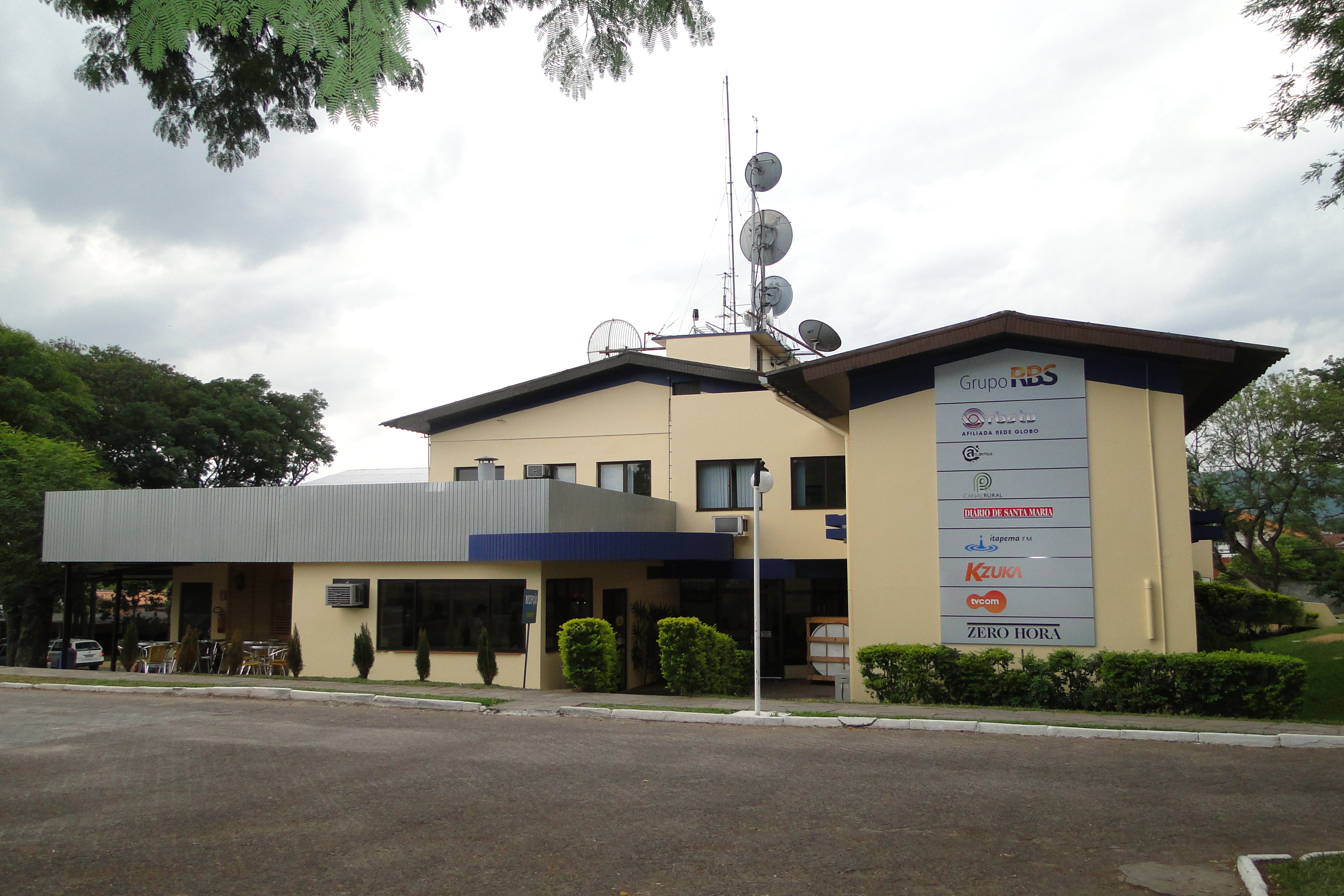
RBS TV Santa Maria

## Economia
Comércio e serviços representam 80% do PIB do município. A indústria, 12%. Santa Maria é o 12º maior exportador do Rio Grande do Sul, com soja, trigo e arroz representando 96% dessas exportações. As máquinas agrícolas são pouco menos de 3%.

## Política e administração
Desde 1889, a cidade era governada por intendentes - membros da comissão intendencial de Santa Maria nomeados pelo governo do estado - até a primeira prefeitura, de Manuel Ribas em 1930, após a Revolução de 1930. Desde então, foram eleitos 16 intendentes e 25 prefeitos, Manuel Ribas o único a atuar como ambos. Na legislatura 2020-2024, o prefeito é Jorge Pozzobom, reeleito com 57,29% dos votos no segundo turno. Já a câmara de vereadores teve sua primeira eleição em 15 de abril de 1858, e os eleitos assumiram o cargo dia 17 de maio do mesmo ano.

### Cidades-irmãs

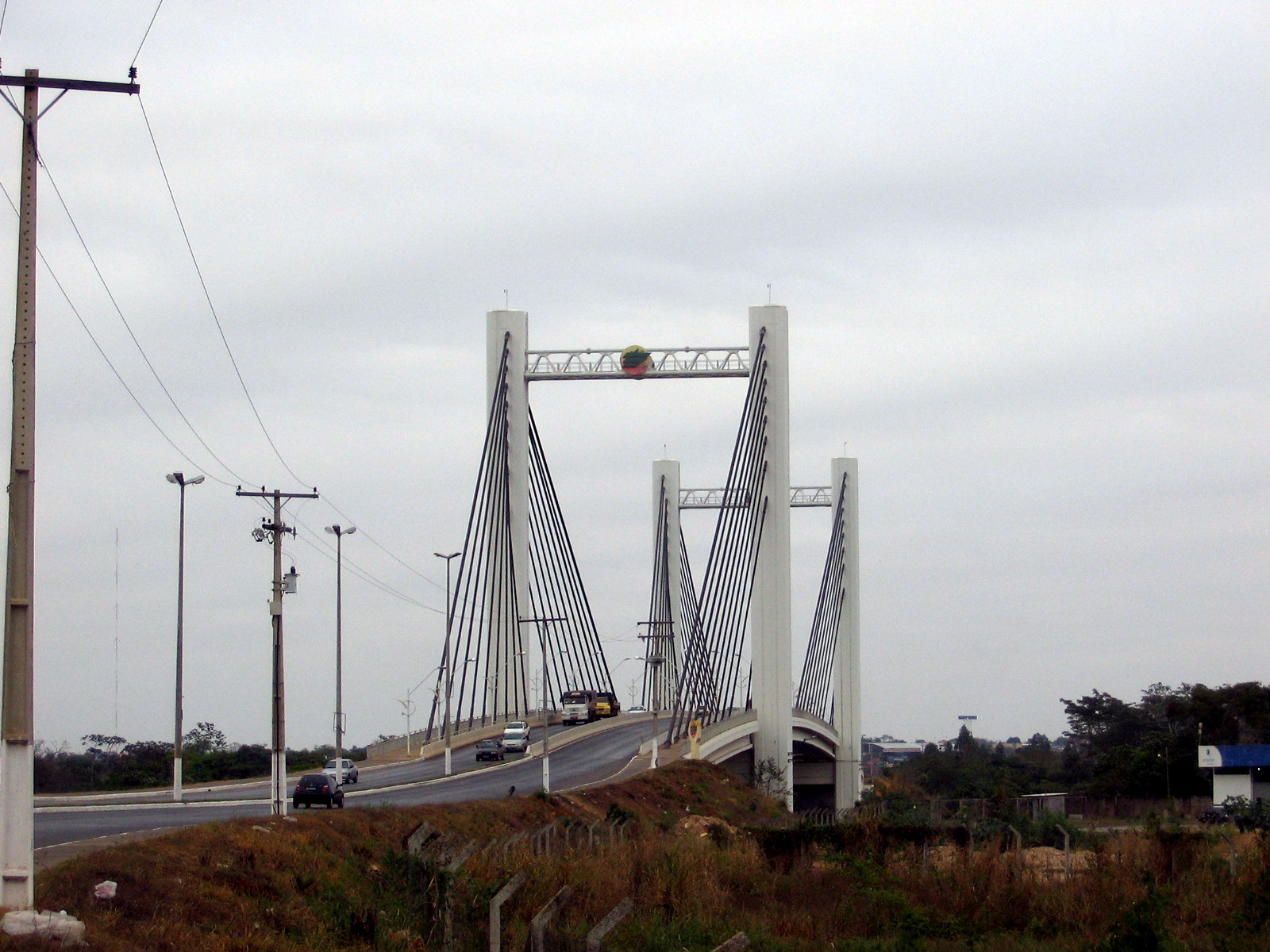
Várzea Grande, cidade-irmã de Santa Maria

- Lomas de Zamora, Argentina[75]
- Mar del Plata, Argentina[75]
- Posadas, Argentina[75]
- Rosario (Argentina), Argentina[75]
- San Lorenzo (Santa Fé), Argentina[75]
- Dourados, Brasil[76]
- Garibaldi, Brasil[77]
- Nova Petrópolis, Brasil[78]
- Várzea Grande, Brasil
- Ñuñoa, Chile[75]
- Dunkerque, França[75]
- Treinta y Tres, Uruguai[75]
- Maldonado, Uruguai[75]
- Tacuarembó, Uruguai[75]
- Rivera, Uruguai[75]
- Belém, Palestina[75]
- Fernando de la Mora, Paraguai[79]
- Cartaxo, Portugal[79]